# Osvald Životský
Osvald Životský (9. září 1832 Doubravník – 21. května 1920 Luhačovice), psán též Žiwotský, byl český železniční stavitel a podnikatel, od roku 1885 majitel soukromé stavební společnosti Podnikatelství staveb železnic Osvald Životský, která se specializovala především na výstavbu železničních tratí.

## Život

### Mládí

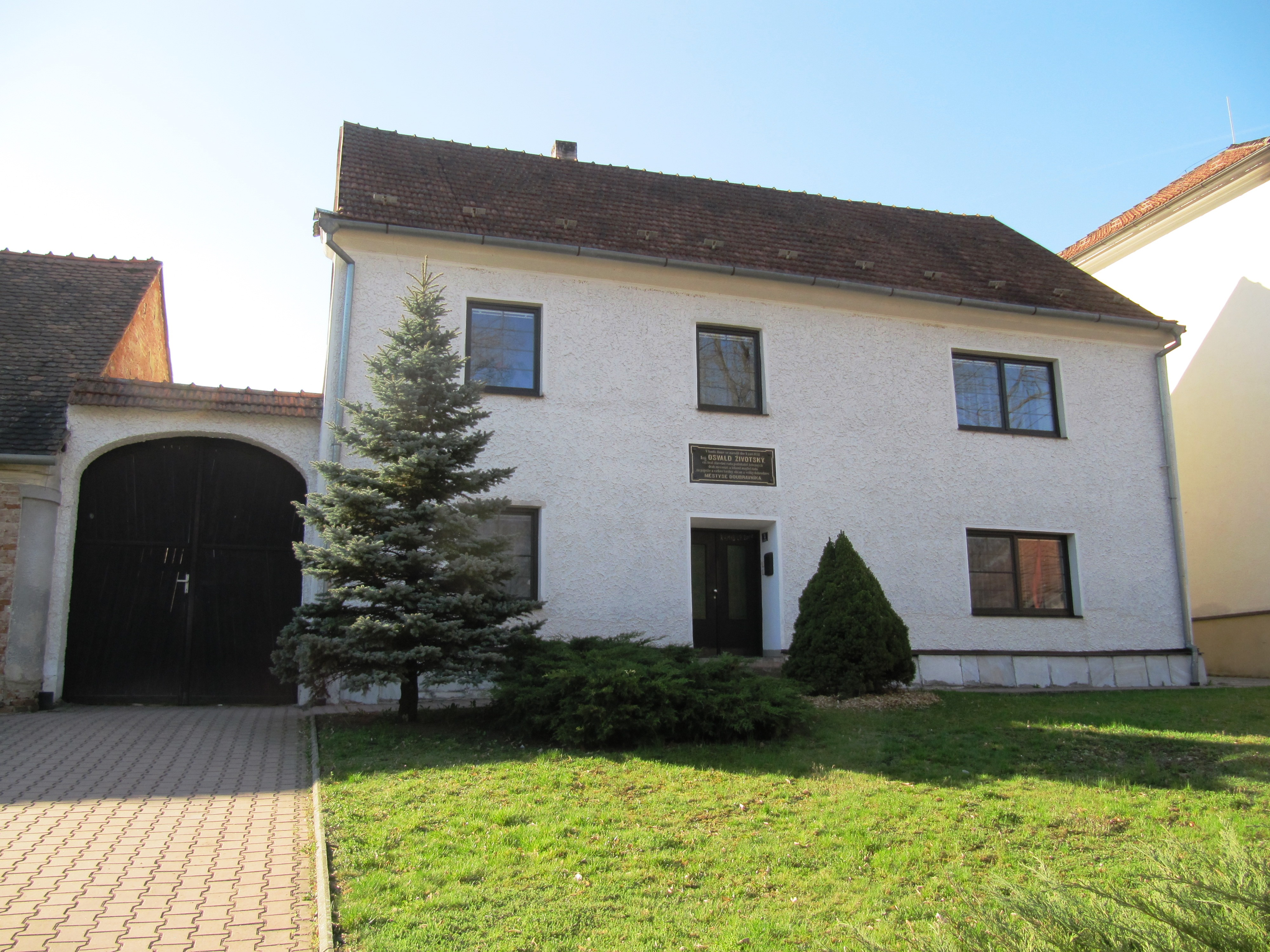
Rodný dům Osvalda Životského v Doubravníku, č. p. 13

Jeho otec byl zemědělcem a soukeníkem, kvůli nedostatku práce se rodina přestěhovala do Rosic u Brna. Životský absolvoval technické učiliště v Brně, poté nastoupil k brněnské stavební firmě bratří Kleinů, zaměřené mimo jiné na železniční stavby. Pracoval na projektu společnosti Jihoseveroněmecká spojovací dráha (SNDVB) z Pardubic a Jaroměře přes Turnov do Liberce zprovozněné v letech 1858–1859, a také na stavbě haličské dráhy z Řešova do Lvova.
U Kleinů se podílel na stavbě stovek kilometrů železnic, vně i mimo hranice Rakouska-Uherska. Vykonal řadu pracovních cest do Itálie, Německa, Švýcarska nebo na Sicílii.

### Podnikatelská činnost

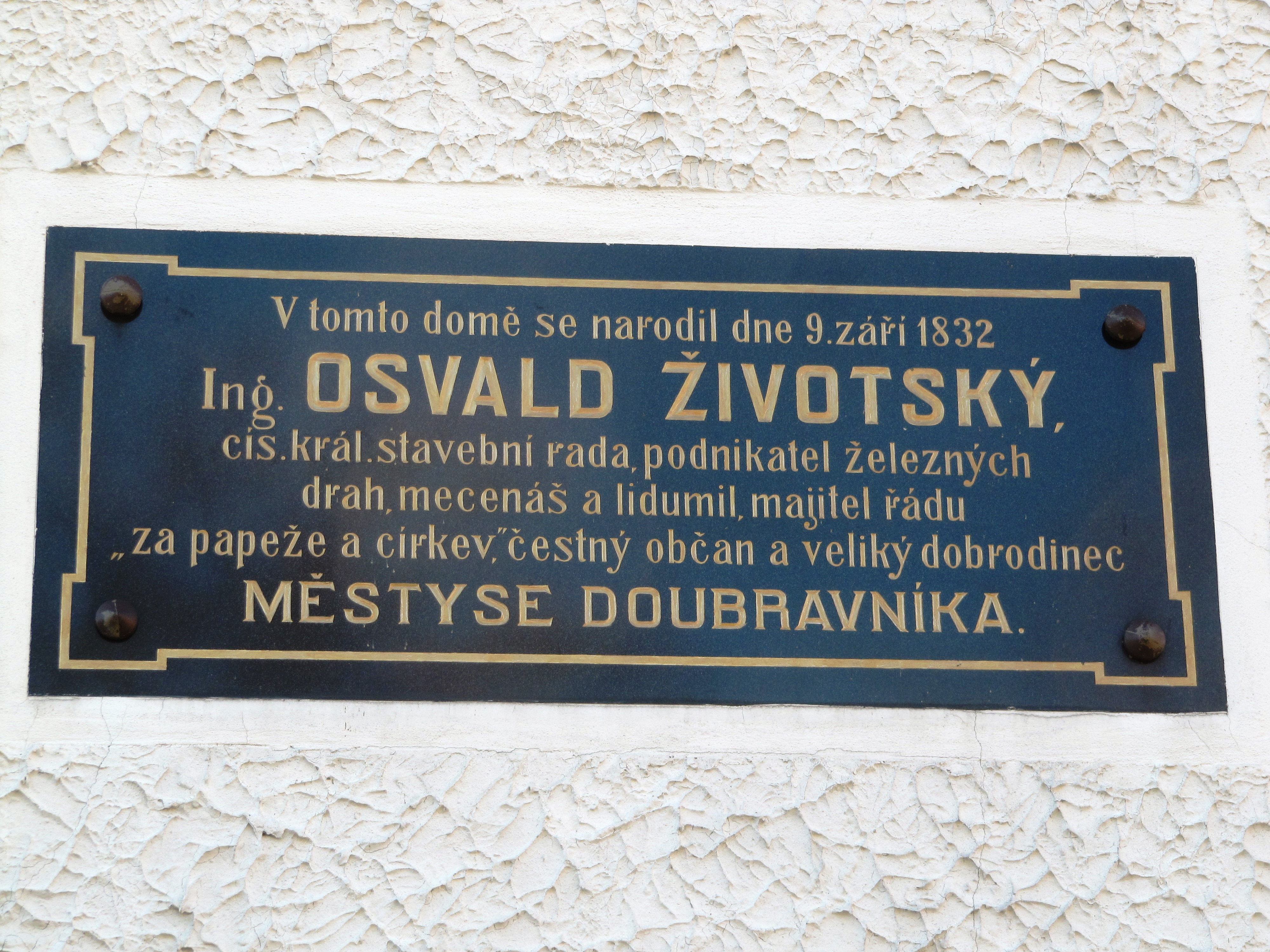
Pamětní deska na rodném domě v Doubravníku

Na základě získaných zkušeností založil v roce 1885 stavební společnost Podnikatelství staveb železnic Osvald Životský (společníci Josef Hraběta, Josef Kovařík, Josef Nezdara). Jednou z prvních zakázek byla stavba části Českomoravské transverzální dráhy v úseku z Veselí nad Lužnicí do Jihlavy. Dále Životského firma stavěla tratě pro společnosti Místní dráha Čerčany-Modřany-Dobříš trať z Modřan u Prahy na Dobříš a do Posázaví, trať společnosti Místní dráha Strakonice-Blatná-Březnice ze Strakonic přes Blatnou a Březnici do Rožmitálu pod Třemšínem či dráhy společnosti Místní dráha Světlá-Ledeč-Kácov (SLK) z Kácova do Světlé nad Sázavou. Od roku 1899 vlastnil firmu sám.
V rámci práce na projektu spojovací železnice Místní dráha Německý Brod – Žďár (posléze přejmenována na Místní dráha Německý Brod – Tišnov) ze starého nádraží ve Žďáru nad Sázavou, kam společnost železnici dovedla roku 1898, do Tišnova, odkud bylo možno po již existující trati z roku 1885 pokračovat do Brna, budované v letech 1903-1905, vystavěla též Životského firma koleje a nádraží v jeho rodném Doubravníku. Společnost stavěla tratě i v Horním a Dolním Rakousku. Dvakrát odmítl státní nabídku pro stavbu Alpské železnice. V roce 1910 firma svou činnost ukončila.
Při realizaci zakázek Srbsku se seznámil se srbským králem Alexandrem Obrenovičem a jeho ženou Dragou, které opakovaně zval do Luhačovic, královský pár však zahynul při atentátu, návštěva se tedy nikdy neuskutečnila. Byl mecenášem řady dobročinných a vlasteneckých spolků, přátelil se mj. též s Leošem Janáčkem.

### Pozdní léta

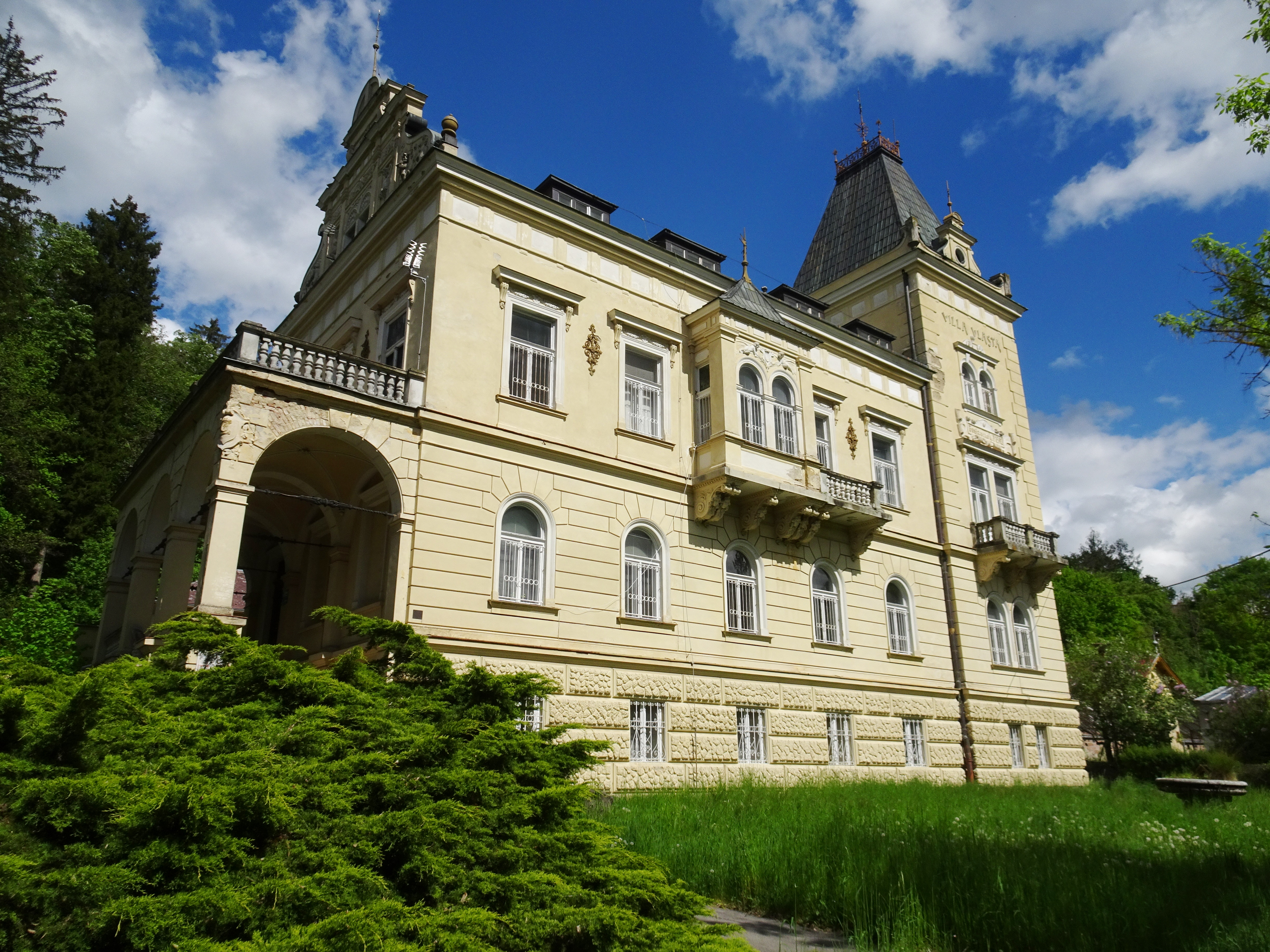
Luhačovická vila Vlasta

Životský byl vyznamenán řádem Za papeže a církev. Roku 1910 mu byla odhalena pamětní deska na rodném domě v Doubravníku. Životský se stal akcionářem luhačovických lázní, nechal si zde vystavět vilu Vlasta, kde po odchodu do penze žil.
Osvald Životský zemřel 21. května 1920 v Luhačovicích. Je pohřben v rodinné hrobce v Rosicích.